# 広橋貞光
広橋貞光（ひろはし さだみつ、寛永20年（1643年）12月15日 - 元禄12年（1699年）7月21日）は、江戸時代前期の公卿。
慶安2年（1649年）に日野西国宣として日野西光氏（広橋兼賢の弟）の養子となり日野西家の家督を相続したが、承応2年（1653年）に広橋家に戻る。

## 官歴
- 慶安2年（1649年）：従五位下
- 承応2年（1653年）：従五位上、侍従
- 明暦3年（1657年）：権右少弁
- 万治元年（1658年）：正四位下、右少弁
- 万治2年（1659年）：左少弁
- 万治3年（1660年）：蔵人、正五位上
- 寛文2年（1662年）：右中弁、従四位下
- 寛文3年（1663年）：蔵人頭
- 寛文4年（1664年）：左中弁、正四位上
- 寛文6年（1666年）：参議
- 延宝元年（1673年）：従三位
- 延宝3年（1675年）：正三位
- 延宝5年（1677年）：権中納言

## 系譜
- 父：広橋綏光
- 兄：広橋兼茂
- 兄：広橋綏尚
- 弟：西大路隆平
- 弟：日野西国宣
- 子：広橋兼廉
- 子：西大路隆業